# Слатина (Арђеш)
Слатина (рум. Slatina) насеље је у Румунији у округу Арђеш у општини Нукшоара. Oпштина се налази на надморској висини од 672 m.

## Становништво
Према подацима из 2002. године у насељу је живело 572 становника, од којих су сви румунске националности.